# Pałac w Szymanowie
Pałac w Szymanowie (niem. Schloss Simsdorf) – zabytkowy pałac we  wsi Szymanów (powiat świdnicki), w Polsce, w województwie dolnośląskim, w gminie Dobromierz.

## Historia
Piętrowy pałac wybudowany w  1840 w  stylu neoklasycystycznym w miejscu zamku wodnego przez rodzinę von Seherr-Thoß. W głównej części piętrowy, kryty dachem dwuspadowym. Od frontu portyk z jednym rzędem kolumn doryckich podtrzymujących fronton, przybudówki po bokach parterowe. Nad oknami pierwszego piętra we frontonie żeliwna płyta z herbami: Carla Friedricha von Seherr-Thoß (1754-1814) po lewej i  jego żony Eleonory Joanny Pertke von Pertkenau (1759-1827) po prawej. Wewnątrz głównego budynku sala w kształcie dwupiętrowej rotundy na parterze z  kolumnami wokoło o jońskich głowicach. Obiekt jest częścią zespołu pałacowego, w skład którego wchodzi jeszcze park krajobrazowy.

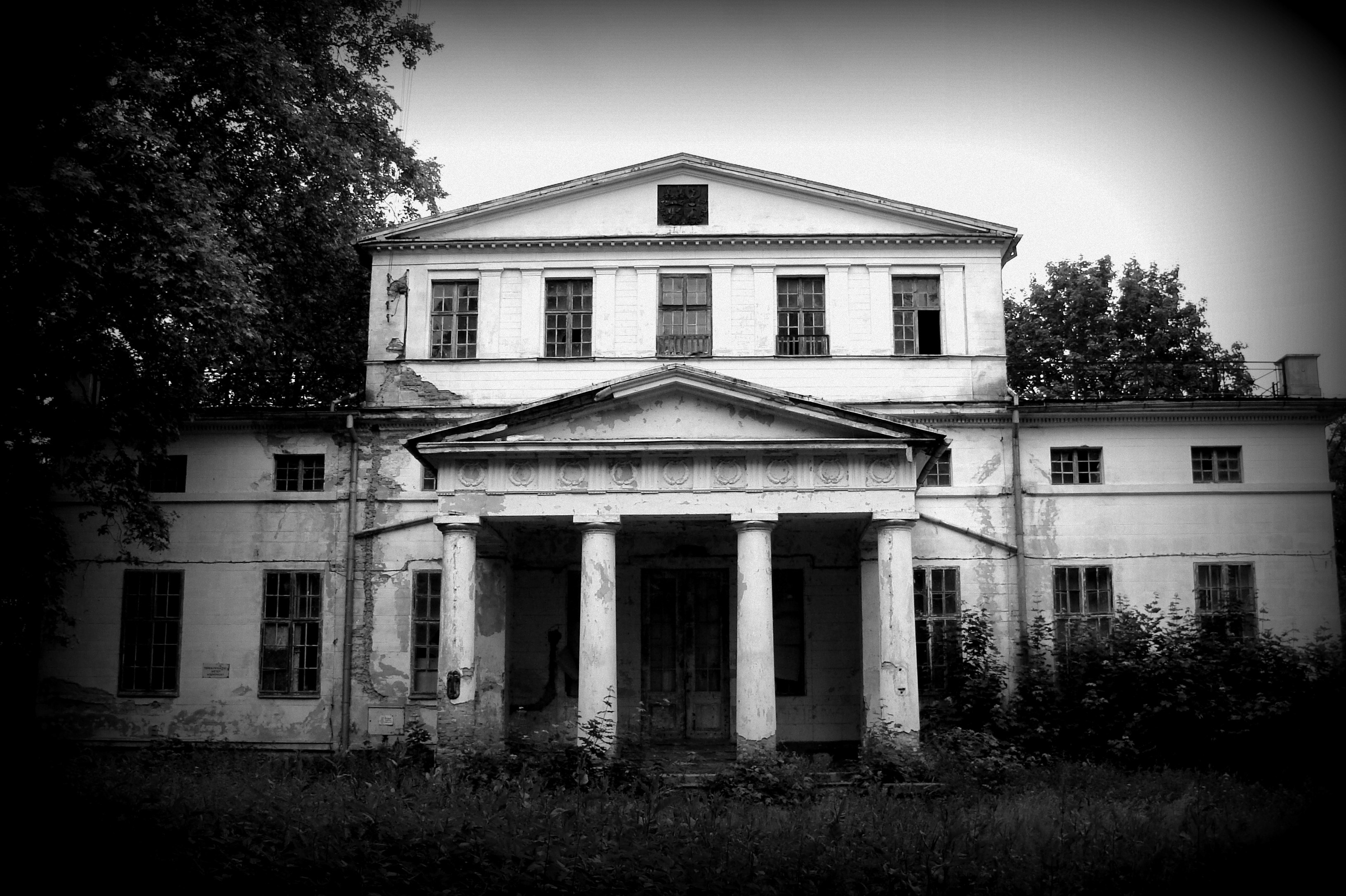
Fronton z herbami
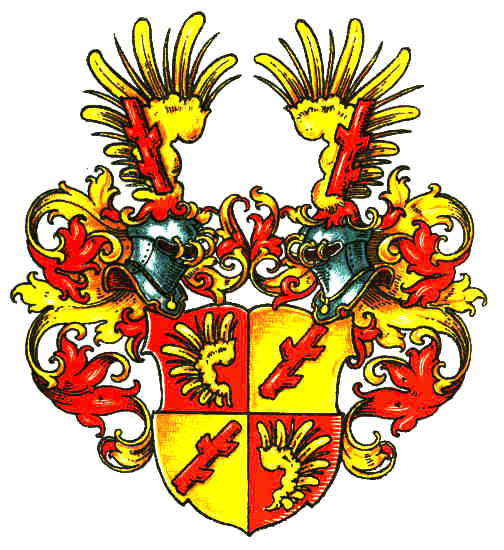
Herb Carla von Seherr-Thoß
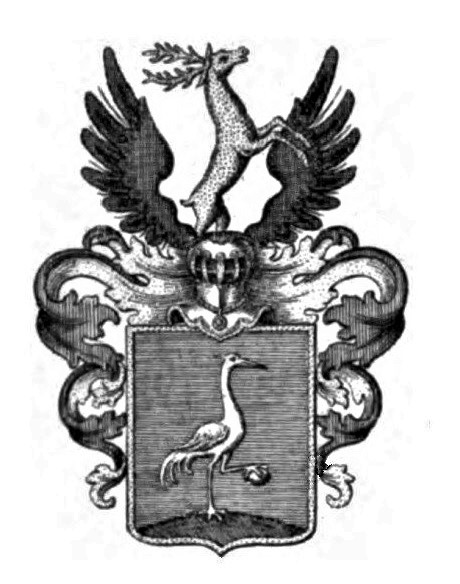
Herb Eleonory von Pertke Pertkenau